# 肉体の門 (1964年の映画)
『肉体の門』（にくたいのもん）は、1964年に公開された日本映画。同年、同じく小説『肉体の門』をベースに脚色された『女体』（製作・配給 東宝）も公開されている。

## あらすじ
第二次世界大戦後、東京で、人気のないビルを利用して売春婦の商売を営むグループの団結は、米兵を襲撃した逃亡者が彼らと一緒に隠れたことで脅かされる。

## キャスト
- 小政のせん - 河西都子
- ボルネオ・マヤ - 野川由美子
- ジープのお美乃 - 松尾嘉代
- ふうてんお六 - 石井富子
- 町子 - 富永美沙子
- 伊吹新太郎 - 宍戸錠
- 彫留 - 玉川伊佐男
- 阿部 - 和田浩治
- 石井 - 野呂圭介
- 小笠原 - 江角英明
- 洋パンの女 -緒方葉子
- 洋パンの女 - 横田陽子
- 夜の女 - 中庸子
- イモ屋 - 長弘
- 黒人牧師 - チコ・ローランド

## スタッフ
- 監督 - 鈴木清順
- 原作 - 田村泰次郎 『肉体の門』
- 脚本 - 棚田吾郎
- 企画 - 岩井金男
- 撮影 - 峰重義
- 音楽 - 山本直純
- 美術 - 木村威夫
- 編集 - 鈴木晄
- 録音 - 米津次男
- スチール - 目黒祐司
- 照明 - 河野愛三